# Jardin botanique Elgin

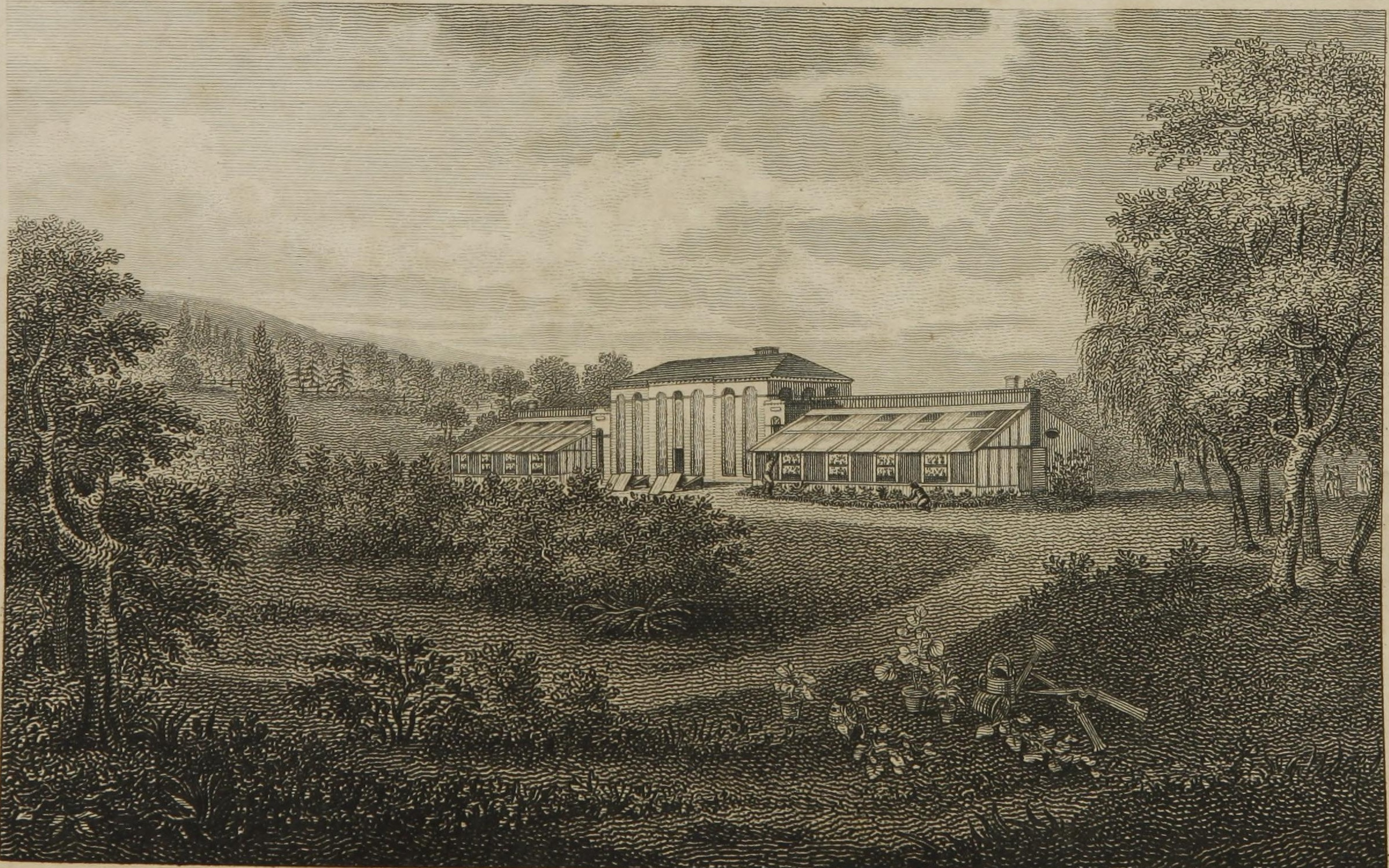
Le jardin botanique Elgin vers 1811.

Le jardin botanique Elgin (Elgin Botanic Garden) est un jardin botanique qui a existé sur l'île de Manhattan, aux États-Unis, de 1801 à 1851. Créé en 1801 par le botaniste et médecin David Hosack, il était ouvert au public et voué à l'étude systématique des plantes à des fins thérapeutiques. Dès 1814, le jardin tombe à l'abandon. À partir de 1928, le Rockefeller Center est érigé sur l'étendue du jardin disparu divisée en parcelles.

## Situation
En 1800, la ville de New York, sur la côte est des États-Unis, rassemble une population de 60 000 habitants et n'occupe que la pointe sud de l'île de Manhattan ; le reste de l'île est une vaste étendue rurale, parsemée de forêts, de maisons de campagne et de fermes. Dans cet environnement, le jardin botanique Elgin était situé dans une zone boisée, à environ 7 km au nord de la pointe sud de l'île — 5,6 km au nord de la partie urbanisée de l'île — et 1,8 km au nord-ouest de la pointe sud de Roosevelt Island. Moins d'un kilomètre au sud d'une terre en friche qui allait devenir Central Park dans les années 1850, ll occupait une surface de terrain recouverte, depuis la fin des années 1920, par le Rockefeller Center,,.

## Histoire
À son retour d'un voyage d'études, effectué de 1792 à 1794 en Angleterre, où il a notamment visité les jardins botaniques royaux de Kew, le médecin et botaniste David Hosack est convaincu de l'intérêt d'un jardin botanique, tant comme conservatoire d'espèces sauvages que pour la formation des étudiants en médecine et en agriculture. En novembre 1797, il sollicite une aide financière auprès des administrateurs du collège Columbia — embryon de l'université Columbia —, afin de réaliser son projet de création d'un jardin botanique à New York. L'année suivante, il reçoit une réponse négative. De même, deux ans plus tard, les fonds qu'il demande à l'État de New York lui sont refusés. Ne parvenant pas à obtenir un financement institutionnel, il acquiert en 1801, sur ses propres fonds, un terrain  de 20 acres (environ 8,1 ha), situé, à l'époque, en dehors des limites de la ville de New York — entre la 5e avenue et l'avenue des Amériques de l'arrondissement de Manhattan, et, du sud vers le nord, entre la 47e et la 51e rue, en référence à la configuration urbaine de New York, au début du XXIe siècle,. Le premier jardin botanique public des États-Unis est ainsi créé,,. Son nom : « jardin botanique Elgin », fait référence au nom du village écossais, Elgin, dans lequel Alexander Hosack, père de David, est né en 1736. Pour mener des recherches scientifiques sur les plantes, Hosack engage le botaniste Frederick Traugott Pursh,. À partir de 1806, le jardin, qui comprend un jardin d'hiver et deux serres, héberge une collection de près de 2 000 espèces indigènes ou exotiques,.
Ne parvenant plus à assumer la charge financière que représente l'entretien du jardin, Hosack le met en vente en 1808, après deux demandes de fonds infructueuses auprès de l'État de New York, en 1805 et 1806. Finalement achetée par la ville en 1810, l'œuvre pionnière de Hosack est transférée au collège Columbia en 1814,. Une offre de graines exotiques en provenance du jardin des plantes de Paris transmise à Hosack par Thomas Jefferson Howell en 1818 reste sans suite. Par la suite, le jardin, négligé, tombe à l'abandon puis disparaît en 1851, victime de l'urbanisation,,. En 1928, John Davison Rockefeller loue le site à l'université de Columbia pour y construire le Rockefeller Center,. Seule une plaque commémorative, fixée sur le bord d'un bassin des jardins de la Manche (« Channel gardens ») du célèbre complexe commercial new-yorkais, évoque encore au XXIe siècle le jardin botanique Elgin, considéré comme précurseur du jardin botanique de New York,.

## Catalogues
Deux catalogues des collections du jardin botanique Elgin ont été publiés :
- David Hosack, A catalogue of plants contained in the botanic garden at Elgin, in the vicinity of New-York, established in 1801, New York, T. & J. Swords, 1806[18].
- David Hosack, Hortus Elginensis, or A catalogue of plants indigenous and exotic, cultivated in the Elgin botanic garden, in the vicinity of New-York, established in 1801, New York, T. & J. Swords, 1811[19].

À la fin du catalogue de 1811, Hosack annonce avoir reçu, durant l'impression de l'ouvrage, une collection de graines de quelque 300 espèces de Thouin, professeur à Paris et prévoit de publier annuellement un rapport sur l'accroissement des collections.